# Jakub Weiher
Jakub Wejher (spotykana pisownia nazwiska: Weyher, Waier, Weier, Weiher) herbu Skarzyna (Wejher) (ur. 1609, zm. 21 lutego 1657) – wojewoda malborski w latach 1643–1657, starosta bytowski od 1640 r. i człuchowski w latach 1643–1657, starosta borzechowski w latach 1655–1657, starosta kiszporski w latach 1643–1657, założyciel Wejherowa, przedstawiciel dyplomatyczny Rzeczypospolitej w Królestwie Danii.

## Życiorys
Był synem wojewody chełmińskiego Jana Wejhera i starościanki mirachowskiej Anny Szczawińskiej, wnuk starosty puckiego Ernesta i Anny Ludwiki Mortęskiej, córki Melchiora i Elżbiety Kostczanki, herbu Dąbrowa, za Władysława IV budowniczy portów Władysławowo i Kazimierzowo (ok. 1635 r.). Fundator Wejherowa i Kalwarii Wejherowskiej. Pochodził z jednej z najznamienitszych rodzin magnackich Pomorza, zaliczających się do elity możnowładczej Polski. Żonaty dwukrotnie, z Anną Elżbietą Schaffgotsch, córką Jana Ulrycha, oraz po jej śmierci z Joanną Katarzyną z Radziwiłłów. Z pierwszego małżeństwa miał dwie córki: Cecylię Eleonorę, która wydała się za Breinera, oraz Annę Teresę, która wydała się za Scharfenberga. Żadna z nich nie doczekała się męskich potomków.
Skończył szkołę jezuitów w Braniewie, był pokojowcem królewicza Władysława, a następnie studiował na uniwersytecie w Bolonii. Jednakże idąc w ślady ojca i dziada poświęcił się służbie wojskowej. Służył w armii Ligi Katolickiej książąt Rzeszy Niemieckiej, w wielu krajach, w tym na Malcie, stąd być może krzyż maltański w herbie Wejherowa.
W armii Albrechta von Wallensteina naczelnego dowódcy wojsk cesarskich podczas wojny 30-letniej dowodził chorągwią jazdy. Cesarz Ferdynand II w dowód uznania nadał mu tytuł hrabiowski.

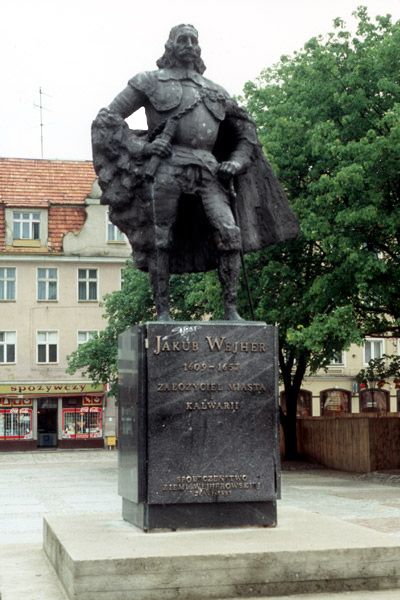
Pomnik Jakuba Wejhera w Wejherowie jako założyciela miasta

Po powrocie do kraju od 1632 r. służył w wojsku koronnym króla Władysława IV w stopniu pułkownika i uczestniczył w ważniejszych kampaniach wojennych m.in. wojnie smoleńskiej (1632–1634), polsko-szwedzkiej (był komendantem portów we Władysławowie i Kazimierzowie (1635), w 1650 r. bronił Pucka, podczas potopu szwedzkiego w 1655 r. mianowany generałem ziem pruskich), polsko-ukraińskiej (walczył w 1651 r. w bitwie pod Beresteczkiem przeciwko oddziałom kozacko-tatarskim hetmana B. Chmielnickiego). Uczestniczył również czynnie w życiu politycznym.
W 1634 r., w trakcie wojny z Rosją, podczas potyczki pod miastem Biała, wybuch miny przysypał Wejhera. Ten przysiągł wówczas sobie, że w przypadku ocalenia „na wieczną pamiątkę tego dobrodziejstwa wybuduje w swoich dobrach kościół na cześć Trójcy św. i św. Franciszka i wszelkimi siłami będzie szerzył chwałę bożą”. W rezultacie 28 maja 1643 r. w swoich dobrach Wejher założył jedyne prywatne miasto na Pomorzu o nazwie Wejherowska Wola (Weiherfrai). W tym samym roku wzniósł tam kościół Trójcy Przenajświętszej, a w latach 1648–1651 kościół klasztorny franciszkanów pw. św. Anny.
W 1648 r. był elektorem Jana II Kazimierza Wazy z województwa malborskiego, podpisał jego pacta conventa.
Kiedy rozpoczynał budowę Wejherowa nawet nie przypuszczał, że ma przed sobą już niewiele lat życia. Zmarł po krótkiej chorobie 21 lutego 1657 r. w wieku 48 lat nie zostawiając po sobie następcy rodu. Miał dwie córki z pierwszego małżeństwa z Anną Elżbietą Schaffgotsch oraz jedną córkę w drugim małżeństwie z Joanną Katarzyną z Radziwiłłów.
Jego pogrzeb odbył się uroczyście w Gdańsku. Spoczywa w podziemnej krypcie kościoła klasztornego oo. franciszkanów pw. św. Anny w Wejherowie.